# Membrana limitant interna
La membrana limitant interna de la retina és el límit entre la retina i el cos vitri, formada pels astròcits i les potes terminals de les cèl·lules de Müller. Està separada del cos vitri per una làmina basal.